# Бартоломеус Спрангер
Бартоломеус Спрангер (на нидерландски: Bartholomeus Spranger) е фламандски художник, работил през голяма част от живота си в Чехия.

## Биография
Роден е на 21 март 1546 година в Антверпен, където се обучава при пейзажистите Корнелис ван Далем, Ян Мандейн и Франс Мостарт. След десетилетие на пътувания във Франция и Италия, през 1576 година става придворен художник на император Рудолф II в Прага, където остава до края на живота си. Голяма част от работите му имат митологични сюжети и са свързани с езотеричната философия на императора. Днес Спрангер е смятан за един от основните представители на Северния маниеризъм.
Бартоломеус Спрангер умира през 1611 година в Прага.

## Галерия
- Главк и Скила
(ок. 1580 – 82)
- Афродита и Хермес
(ок. 1585)
- Одисей и Кирка
(ок. 1586 – 87)
- Аполон и музите
(ок. 1590)
- Зевс и Антиопа
(ок. 1596)
- Христос Спасител